# 坪田十郎

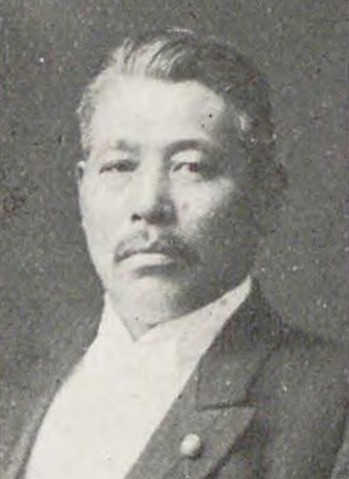
坪田十郎

坪田 十郎（つぼた　じゅうろう、1867年9月12日（慶応3年8月15日） - 1925年（大正14年）9月17日）は、日本の政治家、実業家。衆議院議員。神戸土地、神戸鉄工各社長。族籍は兵庫県士族。

## 経歴

### 生い立ち
播磨国飾東郡八代村（のち兵庫県飾磨郡城北村、現・姫路市八代）生まれ。坪田重吉の長男。先代坪田十郎の養子。
貧家より身を起す。高砂警察署の巡査となる。1892年、明治法律学校（現・明治大学）を卒業する。

### 実業家として
兵庫県の伊藤長次郎家商業部の取締役となり、神戸市山手通りの開拓に従事した他、徳島瓦斯（現四国ガス）社長、播磨造船所（現IHI）監査役など、多くの企業の経営に参画した。

### 政治家として
神戸市会議長、兵庫県会議員などを経て、1908年（明治41年）の第10回衆議院議員総選挙で神戸市2区から当選。1917年（大正6年）の第13回衆議院議員総選挙で神戸市2区、1920年（大正9年）の第14回衆議院議員総選挙では兵庫県1区から当選し、通算3期衆議院議員を務めた。立憲政友会に属した。
1925年（大正14年）9月17日死去。

## 家族
坪田家
家系について『現代兵庫県人物史』によると「坪田十郎は姫路市八代の産、その祖先は天台宗の僧侶だったが、ある一派を開宗しようとして幕府の忌諱に触れ同地を追放される。その子は3人いて、長男は同地に止まり、次男は揖西郡伊津村に移る。以来連綿として十郎におよんだが家道は大に衰えていた。十郎は困苦窮乏の中に人となった。」という。
- 長男・一郎（1894年 - ?）[3]
  - 同妻・しづゑ（1900年 - ?、兵庫、坪田作次の長女）[3]
  - 同長女[3]
  - 同二女[3]
- 二男[3]
- 長女[3]
- 孫[3]